# Daniel Holloway
Daniel Holloway (* 21. Mai 1987 in Morgan Hill) ist ein ehemaliger US-amerikanischer Bahn- und Straßenradrennfahrer.

## Sportlicher Werdegang
Daniel Holloway wurde 2003 US-amerikanischer Bahnradmeister im 500-m-Zeitfahren in der Jugendklasse. Zwei Jahre später gewann er in der Juniorenklasse den Meistertitel in der Einerverfolgung. Auf der Straße gewann er 2005 eine Etappe bei der Tour de l’Abitibi. In der Saison 2007 war Holloway beim Merced Downtown Criterium erfolgreich und 2008 gewann er den Central Valley Classic und den Morgan Hill Grand Prix. Bei der Tour of Pennsylvania gewann er im selben Jahr zwei Etappen.
Ebenfalls 2008 wurde Holloway vierfacher nationaler Meister auf der Bahn, mit Colby Pearce im Zweier-Mannschaftsfahren, im Scratch, mit Brad Huff, Colby Pearce und Taylor Phinney in der Mannschaftsverfolgung sowie im Punktefahren der U23. Auf der Straße wurde er 2010 US-amerikanischer Meister im Kriterium und 2012 eine Etappe der Vuelta Mexico. In den folgenden Jahren bestritt er vorrangig Kriterien in den USA.
2017 kehrte Daniel Holloway auf die Bahn zurück und gewann das Omnium beim Lauf des Weltcups in Santiago de Chile. In derselben Disziplin errang er den nationalen Meistertitel sowie mit Adrian Hegyvary, Gavin Hoover und Daniel Summerhill in der Mannschaftsverfolgung. Im Jahr darauf wurde er gemeinsam mit Hegyvary Panamerikameister im Zweier-Mannschaftsfahren und holte zwei weitere nationale Titel. 2019 gewann er bei den Panamerikaspielen den Omnium-Wettbewerb. Bei den  Panamerikameisterschaftern errang er jeweils Silber in der Mannschaftsverfolgung (mit John Croom, Eric Young und Ashton Lambie) sowie im Zweier-Mannschaftsfahren (mit Adrian Hegyvary).

## Erfolge

### Bahn
2005
- US-amerikanischer Meister – Einerverfolgung (Junioren)

2008
- US-amerikanischer Meister – Scratch (Elite und U23), Punktefahren (U23), Zweier-Mannschaftsfahren (mit Colby Pearce) Mannschaftsverfolgung (mit Brad Huff, Colby Pearce und Taylor Phinney)

2017
- Bahn-Weltcup in Santiago de Chile – Omnium
- US-amerikanischer Meister – Omnium, Mannschaftsverfolgung (mit Adrian Hegyvary, Gavin Hoover und Daniel Summerhill)

2018
- Panamerikameister – Zweier-Mannschaftsfahren (mit Adrian Hegyvary)
- US-amerikanischer Meister – Omnium, Punktefahren, Zweier-Mannschaftsfahren (mit Adrian Hegyvary)

2019
- US-amerikanischer Meister – Zweier-Mannschaftsfahren (mit Adrian Hegyvary)
- Panamerikaspielesieger – Omnium
- Panamerikameisterschaft – Mannschaftsverfolgung (mit John Croom, Eric Young und Ashton Lambie), Zweier-Mannschaftsfahren (mit Adrian Hegyvary)

### Straße
2008
- zwei Etappen Tour of Pennsylvania

2010
- US-amerikanischer Meister – Kriterium

2012
- eine Etappe Vuelta Mexico

## Teams
- 2008 Garmin-Chipotle (Stagiaire)
- 2009 Garmin-Holoweko Partners-Felt
- 2010 Bissell
- 2011 Kelly Benefit Strategies-OptumHealth
- 2012 Team Raleigh-GAC
- 2013 Amore & Vita (ab 1. Juni)